# Guanche
Als Guanche werden in der populärwissenschaftlichen Literatur die ausgestorbenen Sprachen der Altkanarier bezeichnet. Diese Sprachen der Ureinwohner der Kanarischen Inseln werden den Berbersprachen zugeordnet.

## Bezeichnung
Die Gesamtheit der prähispanischen Bewohner der Kanarischen Inseln wird wissenschaftlich als Altkanarier bezeichnet. Guanchen waren nur die Bewohner Teneriffas. Sie waren die größte Bevölkerungsgruppe des Archipels und konnten der Eroberung, die im 15. Jahrhundert im Auftrag der Krone von Kastilien stattfand, am längsten widerstehen. Daher wird in der populärwissenschaftlichen Literatur die Bezeichnung Guanchen für alle Ureinwohner der Inseln des Archipels verwendet. Daraus ergibt sich, dass auch die Sprachen der Bewohner der anderen Kanarischen Inseln häufig unter dem Sammelbegriff Guanche zusammengefasst werden.
In der spanischsprachigen Fachliteratur werden teilweise die Begriffe Alte Sprachen der Kanaren (antiguas hablas de Canarias) oder Amazigh der Kanarischen Inseln (amazighe insular) verwendet.

## Überlieferung der Sprachen der Altkanarier
Bei den ersten, damals noch friedlichen Missionsunternehmen mallorquinischer Priester und Mönche in der Mitte des 14. Jahrhunderts auf der Insel Gran Canaria wurden Ureinwohner, die als Sklaven nach Mallorca gekommen waren, als Dolmetscher eingesetzt. Sie waren im christlichen Glauben unterrichtet, getauft und freigelassen worden, um sich dann der Missionsarbeit bei ihrem Volk zu widmen. Sie blieben Analphabeten und hinterließen keine schriftlichen Informationen.
Während zur Bekehrung der Arabisch sprechenden Bevölkerung zu Beginn des 16. Jahrhunderts von dem damaligen Erzbischof von Granada Hernando de Talavera ein Lehrbuch der arabischen Sprache gefördert wurde und in Amerika besonders jesuitische Missionare Grammatiken und Wörterbücher der Sprachen der Urbevölkerung verfassten, scheint das auf den Kanarischen Inseln nicht der Fall gewesen zu sein. Wegen der schnellen sprachlichen und kulturellen Eingliederung der Altkanarier in die durch die christlichen Eroberer neu geschaffene Gesellschaft hielten die Missionare es offenbar nicht für nötig, sich mit der oder den Sprachen der Ureinwohner zu befassen.
Die Altkanarier selbst hinterließen keine schriftlichen Aufzeichnungen. Die Informationen über die Sprachen sind durch Berichte aus der Entdeckungs- und Eroberungszeit überliefert. Alles, was über die Sprachen bekannt ist, wurde anfangs entsprechend der Wiedergabe von Lauten der französischen, später der kastilischen Sprache dokumentiert. Dabei wurde in den Berichten, von einer Ausnahme abgesehen, nicht ausdrücklich die Sprache geschildert, sondern es wurden Personennamen, Ortsnamen oder Begriffe in der entsprechenden Sprache wiedergegeben.

## Ursprung der Sprachen
Vergleiche überlieferter Worte der Sprachen der Ureinwohner mit den heute noch von den Berbervölkern Nordafrikas verwendeten Sprachen zeigen Gemeinsamkeiten. Das, wie auch genetische Untersuchungen der Knochenfunde auf den Inseln, deuten auf eine Herkunft der Ureinwohner aus Nordafrika hin.
Die Bevölkerung der sieben Inseln hatte sieben unterschiedliche Sprachen. Das ergab sich aus der getrennten Entwicklung und dem fehlenden Kontakt der Bevölkerungen der einzelnen Inseln untereinander über mehr als tausend Jahre. Die Sprachen unterschieden sich so stark, dass zu Beginn der Eroberung die Übersetzer von einer Insel nicht als Übersetzer auf einer anderen Insel eingesetzt werden konnten. Historische Darstellungen, in denen behauptet wird, dass die Sprachen gleich seien, sind nach Ansicht der Historiker darauf zurückzuführen, dass die Berichtenden nicht zwei Sprecher gegenüberstellten, sondern die Gleichheit nur auf jeder Insel getrennt nach der Ähnlichkeit des Klangs beurteilten.

## Heute noch vorhandene Sprachreste
Nach der Eingliederung der Kanarischen Inseln in die Reiche der Krone von Kastilien und die erzwungene Assimilierung der Urbevölkerung im 15. Jahrhundert waren die Sprachen spätestens am Ende des 16. Jahrhunderts verschwunden.
Der heutige Sprachgebrauch auf den Kanarischen Inseln enthält eine Reihe von „Guanchismos“, Begriffe, die aus den Sprachen der Ureinwohner abgeleitet sind. Dabei handelt es sich zu 55 % um Ortsbezeichnungen, zu 23 % um Personennamen und zu 17 % um die Bezeichnungen von Objekten.

## Schrift
Auf den Kanarischen Inseln wurden an verschiedenen Stellen in Stein geritzte Schriftzeichen gefunden, die den Zeichen der libyschen Schrift gleichen. Es handelt sich dabei nicht um fortlaufende Texte, sondern um einzelne Wörter, deren Bedeutung umstritten ist. Es kann daher nicht davon gesprochen werden, dass die Altkanarier schriftliche Informationen hinterlassen haben.

## Die Erzählung von der Ansiedlung der Bevölkerung mit den abgeschnittenen Zungen
In der Chronik Le Canarien, die über die Eroberung der Kanarischen Inseln zu Beginn des 15. Jahrhunderts berichtet, gibt es eine Information über die Sprache der Einwohner der Insel La Gomera. Es wird berichtet, dass die Bewohner dieser Insel nur mit den Lippen sprachen, als ob sie keine Zunge hätten, und dass sie erzählten, dass ein großer Fürst sie für ein Verbrechen hierher gebracht hätte und angeordnet habe, ihnen die Zungen abzuschneiden. Die Authentizität dieser Geschichte wird von verschiedenen Historikern bestritten. Es wird angenommen, dass hier im Le Canarien eine ältere Geschichte wiedergegeben wurde und es sich nicht um eigene Erkenntnisse der Autoren handelte. Für die Verbringung eines ganzen Volkes, das mit dem Abschneiden der Zungen bestraft wurde, auf die Inseln gibt es in der Geschichte der Länder, die zu einer solchen Aktion in der Lage gewesen wären, keine Belege. Die Geschichte von den abgeschnittenen Zungen erlaubt nach der Ansicht von Historikern eine schlüssige Erklärung für die Herkunft des heute verwendeten Kommunikationssystem Silbo Gomero.